# Nora Rozenbroek
Eléonore Margaretha Augustina Adriana 'Nora' Rozenbroek (Amsterdam, 28 december 1944 – Sleman, 25 oktober 2012) was apothekeres en een van de oprichtsters van de feministische beweging Dolle Mina.

## Biografie
Rozenbroek was de dochter van importeur Meindert Rozenbroek en verpleegster Selly Lobatto. Tijdens de Tweede Wereldoorlog zat Meindert gevangen in Amersfoort en Vught omdat hij persoonsbewijzen had vervalst. Selly werkte als verpleegster in de Hollandse Schouwburg, waar ze Walter Süskind hielp met het redden van joodse kinderen. Zelf was ze ook van joodse afkomst.
Na de oorlog viel het gezin uit elkaar. Meindert pleegde in 1949 zelfmoord. Selly ging in 1951 naar Amerika ging om de geplande emigratie voor te bereiden en Nora en haar broer werden in Laren ondergebracht bij de Berg-Stichting. De emigratie ging niet door en Nora voltooide na de lagere school het hbs-b aan het Comenius Lyceum te Amsterdam. Vervolgens studeerde ze vanaf 1963 biochemie aan de Universiteit van Amsterdam. Uit onvrede over de gebruikelijke toedeling van promotieplaatsen aan mannelijke studenten, kwam ze in actie voor een gelijke behandeling van mannen en vrouwen. Waarschijnlijk was het ook Rozenbroek die de naam Dolle Mina bedacht.
Rozenbroek was een van de gangmakers van de acties van Dolle Mina en werd beschouwd als een goed woordvoerder. Ze richtte zich vooral op ludieke acties, zoals het 'plasrecht' voor vrouwen: Rozenbroek bond op 24 januari 1970 de openbare plaskrullen in Amsterdam dicht met roze linten, uit protest tegen het gebrek aan openbare toiletten voor vrouwen. Ze werkte mee aan de bezetting van opleidingsinstituut Nijenrode omdat daar alleen mannelijke studenten werden toegelaten. In 1970 was zij betrokken bij de 'ontvoering' van filmmaker Pim de la Parra, uit protest tegen zijn functie als jurylid tijdens de Miss-Cinemanifestatie.
In 1971 verhuisde Rozenbroek naar Ibiza. Samen met de Amerikaanse kunstenaar Jesse Richardson kreeg ze daar een dochter. In 1974 keerde ze met haar dochter - die wegens een handicap intensieve zorg nodig had - terug naar Amsterdam, waar ze redactrice werd bij de Winkler Prins-encyclopedie. Twee jaar later ontmoette ze de psychiater Piet Bakker, met wie zij in 1979 trouwde en drie kinderen kreeg. Op zijn advies was Rozenbroek in 1977 farmacie gaan studeren. Dankzij financiële steun van Bakker kon zij een apotheek aan de Amsterdamse Vijzelgracht overnemen.
Als apothekeres specialiseerde Rozenbroek zich in psychiatrische geneesmiddelen en werd ze stadsapotheker voor diverse klinieken, zoals de  Boerhaave Kliniek en Jellinek-Mentrum. Ze maakte medicinale cannabis en verstrekte als een van de eersten experimentele medicijnen tegen hiv. In Indonesië leverde ze medicijnen aan een psychiatrische inrichting en ze maakte zich daar hard voor aidspatiënten.
Rozenbroek overleed in 2012 op 67-jarige leeftijd aan borstkanker.